# Мочидло (Малопольське воєводство)
Мочидло (пол. Moczydło) — село в Польщі, у гміні Ксьонж-Великі Меховського повіту Малопольського воєводства.
Населення — 342 особи (2011).
У 1975-1998 роках село належало до Келецького воєводства.

## Демографія
Демографічна структура станом на 31 березня 2011 року:
|          | Загалом | Допрацездатний вік | Працездатний вік | Постпрацездатний вік |
| -------- | ------- | ------------------ | ---------------- | -------------------- |
| Чоловіки | 170     | 29                 | 110              | 31                   |
| Жінки    | 172     | 28                 | 83               | 61                   |
| Разом    | 342     | 57                 | 193              | 92                   |